# Dryadillo maculatus
Dryadillo maculatus là một loài chân đều trong họ Armadillidae. Loài này được Arcangeli miêu tả khoa học năm 1952.